# أكرم أحمد سلمان
أكرم أحمد سلمان قد بدأ حياته المهنية في عام 1963 كأصغر مدرب رياضي لـ كرة القدم في العراق وقتها. حالياً يقيم بالعاصمة الأردنية عمان. درب المنتخب العراقي لكرة القدم
ويدرب حاليا نادي الوحدات الأردني.

## مسيرته التدريبية
صفاء اللبناني لكره القدم وحاليا مدرب المنتخب الوطني العراقي.
1970-1978 البلديات .
1978-1979 كربلاء -
1980-1981 الجبلين - المملكة العربية السعودية -
1982-1984 الطلبة
1985-1988 الرشيد بطل الدورة / بطولة الانديه العربية 1985
1989-1992 العربي - السعودية - وتأهل معهم إلى الدوري الممتاز
1993-1994 الشوله - السعودية - )
1995-1996 العربي - قطر - البطولة العربية الدولية / بطولة الشباب /البطل
1996-1997 الإمارات -
1996-1997 دبا الحصن -
1998-1999 الطلبة
1999-2001 تضامن صور - لبنان - 2000-2001 بطل الدوري
2005-2007 المنتخب العراقي واحرز معهم بطولة غرب آسيا 2005 والتأهل إلى كأس آسيا 2007
2007-2008 نادي أربيل - 2006-2007 Iraq League Champions

## الكابتن أكرم سلمان
المنتخبات الوطنية العراقية
1 -المدير الفني لـ المنتخب الوطني العراقي في خليجي 18 8 الإمارات- 2006 .
2 -المدير الفني لـ المنتخب الوطني العراقي في غرب آسيا قطر المركز الأول 2005 .
3 -المدير الفني لـ المنتخب الوطني العراقي لتصفيات امم آسيا 2006 المركز الأول ( بطل المجموعة) .
4 -المدير الفني لمنتخب العراق الأول عام 1984 دورة مارليون الدولية في سنغافوره المركز الأول.
5 -المدير الفني لمنتخب العراق الأول عام 1985 تصفيات كاس العالم الصعود إلى نهائيات كاس العالم 1986 في المكسيك.
6 -المدير الفني لمنتخب العراق الأول عام 1988 دورة سيؤل الأولمبيه.
7-المدير الفني لمنتخب العراق الأول عام 1990 تصفيات كاس العالم.
8 -عضو لجنه الإنقاذ للمنتخب العراقي لتصفيات كاس العالم في الدوحة 1994 المركز الرابع.
9 -المدير الفني لمنتخب شباب العراق عام 1995 تصفيات كاس العالم اندنوسيا المركز الأول.
الاندية العراقية
1 -المدير الفني لنادي الطلبة درجه أولى 1982 - 1984 ,بطولة الدوري ووصيف الكاس.
2 -المدير الفني لفريق نادي الرشيد 1985 - 1989 بطولة الدوري وبطولة الانديه العربية
3 —المدير الفني لنادي الطلبة درجة أولى 1998 - 1999 وصيف الدوري والكاس ورابع الاندية الآسيوية في اليابان
4 - المدير الفني لنادي الزوراء 1994 بطولة الاندية الآسيوية.
5 -المدير الفني لنادي اربيل (بطولة الدوري العراقي 2007 ) والاشتراك بتصفيات بطولة ابطال الدوري الآسيوي.
الانديه العربية
1 -المدير الفني لنادي التضامن صور اللبناني 1999 - 2002 بطولة الدوري والكاس اللبناني
2 –المدير الفني لنادي الجبلين السعودي 1980 - 1981 بطولة الدرجة الأولى.
3 -المدير الفني للنادي العربي السعودي 1989 - 1992 بطولة الدرجة الأولى.
4 -المدير الفني لنادي الشعلة السعودي 1993 الصعود إلى الدرجة الأولى.
5 -المدير الفني النادي العربي القطري (بطولة الخطوط الجوية القطريه) 1996
.
6 -المدير الفني لنادي الوحدات الأردني 2008 - 2009 بطولة الدوري والكاس وكاس الكؤؤس والدرع.
7- المدير الفني لفريق التلال اليمني 2009-2010 وصيف الدوري وبطل كاس الرئيس اليمني.
8- المدير الفني لنادي الفيصلي الأردني 2010 .
9- المدير الفني لنادي الصفاء اللبناني 2011 - 2012 بطولة الدوري اللبناني.
10- المدير الفتي لفريق الصفاء اللبناني 2012 -2013 بطولة الدوري وكاس لبنان وكاس النخبة واختياره أفضل مدرب في لبنان.
الشهادات العلمية
بكلوريوس أقتصاد من الجامعة المستنصريه عام 1970
الشهادات التدريبيه
1. شهادة الدورة الدولية من الاتحاد العراقي لكرة القدم عام 1970 .
2. شهادة الدورة الدولية من المجلس الدولي العسكري عام 1974 .
3. شهادة الدورة الدولية من الاتحاد العراقي عام 1984 .
4. شهادة الدورة الدولية من الاتحاد العراقي عام 1985 .
5. شهادة الدورة الدولية من الاتحاد العراقي عام 1987 .
6. شهادة الدورة الدولية للمدربين المتقدمين من الاتحاد العربي لكرة القدم عام 1989 .